# Cystektomi
Cystektomi är en medicinsk term för kirurgisk borttagning av hela eller en del av urinblåsan. Borttagningen kan också gälla avlägsnande av en cysta eller gallblåsan (kolecystektomi), men det är mera sällan.
Det vanligaste villkoret för att avlägsna urinblåsan är blåscancer. Efter att blåsan har tagits bort krävs en kirurgisk urindeviation. Huvudtyper för urindeviation är:
- Ortotopt blåssubstitut, som består av vanligen drygt 55 cm tunntarm, och kopplas mellan uretärer och uretra.[2] Den fungerar som en form av ersättningsblåsa, med förvaring av urin tills patienten vill tömma, vilket kan uppnås genom antingen buksträckning eller självkateterisering.
- Urostomi (Bricker-avledning), som består av 15-20 cm tunntarm, och kopplas från uretärer och direkt ut ur huden.[2]